# دریای واندل
دریای واندل (به دانمارکی: Wandelhavet؛ همچنین شناخته‌شده به‌عنوان دریای مک‌کینلی) بخشی از اقیانوس منجمد شمالی است که از شمال‌شرقی گرینلند تا سوالبارد امتداد دارد. این دریا بیشتر سال توسط یخ مسدود است.
این دریا به افتخار کاوشگر قطب و آب‌نگار دانمارکی، معاون دریادار کارل فردریک واندل نام‌گذاری شده است که در سال‌های ۱۸۹۵–۱۸۹۶ آب‌های ساحلی گرینلند را به‌عنوان بخشی از سفر اکتشافی «اینگُلف» دانمارک بررسی کرد.

## جغرافیا
این دریای قطبی در مدار ۸۲ درجه شمالی و نصف‌النهار ۲۱ درجه غربی واقع شده است. دریاهایی که در شمال و شمال غرب دریای واندل قرار دارند، زمانی تمام سال یخ‌زده بودند اما از اوت ۲۰۱۸ ممکن است در اواخر تابستان آب آزاد داشته باشند. دریای واندل از غرب تا دماغه موریس جسوپ امتداد دارد. در غرب آن دریای لینکلن قرار دارد. در جنوب، این دریا تا نوردوستروندینگن ادامه دارد و از طریق تنگه فرام به دریای گرینلند در جنوب متصل می‌شود.
آبدره ایندیپندنس و آبدره فردریک ای. هاید دو آبدره بزرگ در سواحل شمال‌شرقی گرینلند هستند که دهانه آن‌ها در دریای واندل قرار دارد. آبدره جی.بی. شلی و آبدره هلفیسک آبدره‌های کوچکتری هستند که بین این دو قرار دارند.
جزایر این منطقه شامل جزیره پرنسس تیرا، بزرگ‌ترین جزیره، جزیره کافه‌کلوبن، شمالی‌ترین جزیره، و جزیره پرنسس داگمار است که در نزدیکی ایستگاه نورد، تنها مکان مسکونی در این منطقه، واقع شده‌اند.